# Чангтан

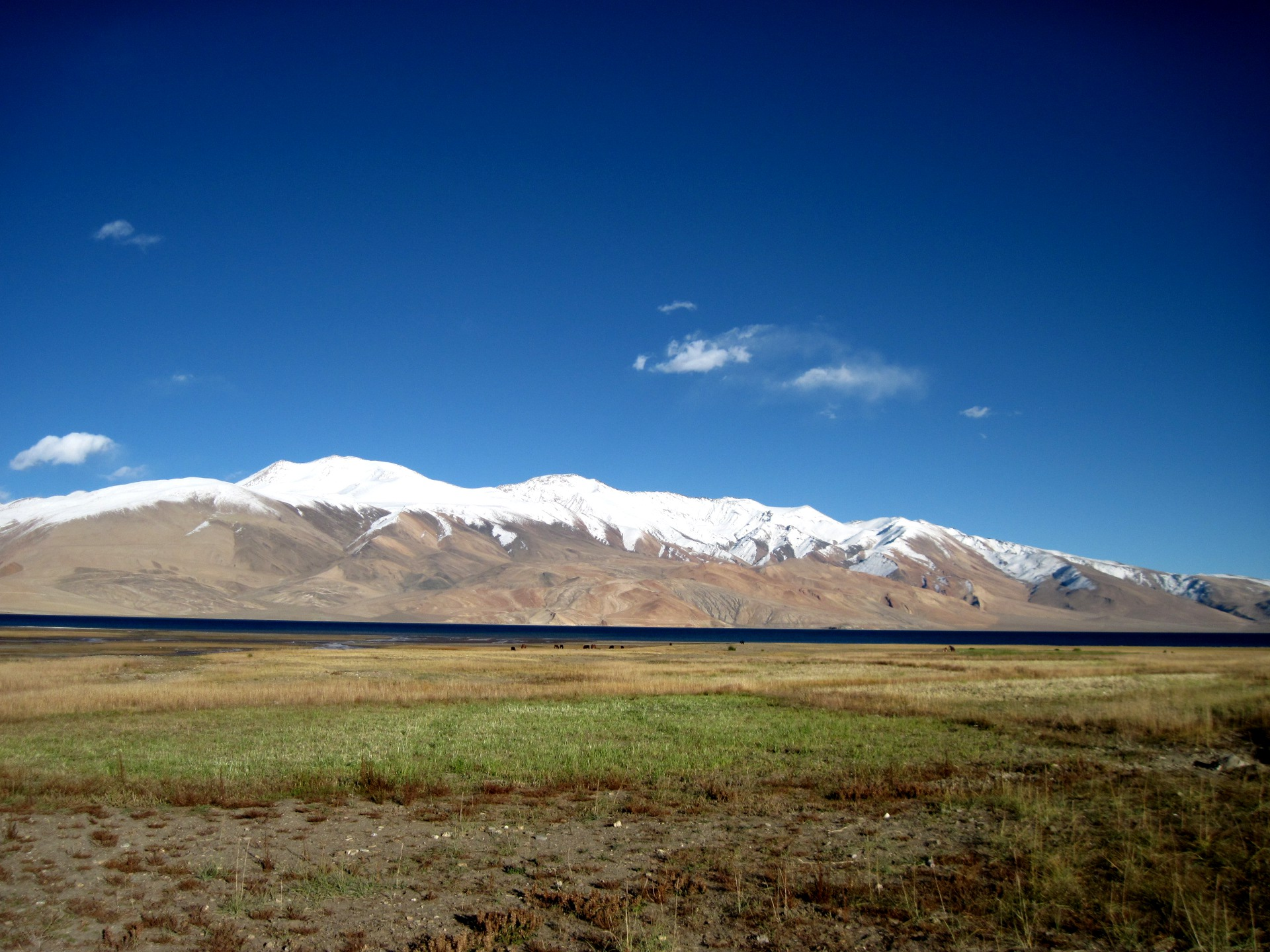
Вид на озеро Цоморари, расположенное на западе плато Чангтан

Чангтан, или Джангтанг (тиб. བྱང་ཐང་།, тибетский пиньинь: Qangtang, вайли: byang thang, Северная Равнина) — высокогорное плато в западном и северном Тибете, включает юго-восточные области Ладакха, включает обширные плоскогорья и крупные озёра. Если считать от восточного Ладакха, то Чангтан простирается на 1600 км на восток в Тибет, до провинции Цинхай. Географически и этнически, Чангтан — часть Тибета. Населён кочевниками чангпа (byang pa).

## Климат
Климат суровый и непредсказуемый. Лето тёплое, но короткое, грозы случаются в любое время года, часто с градом. Зимы очень суровые, практически арктические из-за высоты.

## Население
Коренное население плато кочевники, называемые чангпа — «северяне», или друкпа — «кочевники» в Тибетском. Подсчёты в 1989 году дали цифру в 500 000 кочевников. Поскольку плато малопригодно для земледелия, чангпа, в отличие от большинства других кочевников, не испытывают давления со стороны земледельцев.
Экономика региона базируется вокруг скота чангпа и необходимых пастбищ. Чангпа перемещаются со своим скотом по плато в поисках подходящих пастбищ, которых мало из-за климата и только огромные просторы позволяют плато прокармливать большие стада животных. В отличие от других кочевников, чангпа не переходят из одного климатического региона в другой; они предпочитают короткие, но частые перекочёвки по 16—64 км.
Миграционные маршруты повторяются из года в год, и места стоянок остаются прежними, часто место лагерей отмечают каменные стены для загонов скота и установок шатров. Некоторые богатые кочевники строят себе и постоянные дома на месте лагерей, где живут некоторую часть года.
Кроме смены пастбищ, чангпа выработали много приёмов сбережения и сохранения ресурсов. Летом, во время хороших удоев, чангпа предпочитают сохранять молоко в виде масла и сыра с долгими периодами хранения. Забой скота осуществляют только в начале зимы, чтобы сохранить мясо и когда скот откормлен после сытной осени.
Чангпа весьма зависимы от торговли. Чангпа продают скот, мясо, соль, шерсть, а покупают зерно, кухонную утварь, металл и многие промышленные товары.

## Ладакхский Чангтан
Небольшая часть Чангтана попадает на территорию Ладакха, сейчас штат Джамму и Кашмир, Индия. По этой части Чангтана проходит караванный путь Кашмир-Лхаса.
Чангтан испытал на себе многие перемены, произошедшие в Индии. Ладакх стал, несмотря на военное положение, очень посещаемым туристами регионом. Ладакх долгое время находившийся в относительной изоляции, теперь стал меняться и быт людей стал меняться. Также события в Китае, привели к тому, что некоторые чангпа бежали из КНР и осели в Ладакхе. В 1963 их было 3000, теперь свыше 7000.
Чангтанский заказник дом для многих редких форм флоры и фауны, которые встречаются только в этом суровом высокогорном районе. На территории заказника находится два больших озера Цоморари и Пангонг-Цо. На лугах растёт более 200 видов высокогорных растений, большинство из которых съедобны для животных.

### Поселение
В Ладакхе поселились многие кочевники, бежавшие из западного Тибета. Более 3500 тибетцев поселились в Чангтане и занялись привычным скотоводством, но некоторые перешли к земледелию. По просьбе Центральной Тибетской Администрации в Дхармсале в 1977 они были собраны Правительством Индии и штата в «Поселение тибетских беженцев», которое включает в себя 9 различных мест, разбросанных по высокогорному плато на высоте около 4700 метров: Ньома, Кугшунг, Гоюл, Ханлей, Сумдхо, Самедх, Карнаг, Чушул и Чурмур. Температура в регионе колеблется от −5 °C до −35 °C зимой, а летом бывает до 30 °C. В зимние месяцы бывают снегопады.
Образование в районе обеспечивает некоммерческая организация «SOS Tibetan Children Village». Имеются ясли. Большинство учится на дневной форме, есть интернат для бедных и детей, чьи семьи кочуют на большом расстоянии. В целом, удалось обеспечить довольно высокий уровень образования. Также построена клиника и центр традиционной тибетской медицины. Создан птичий заповедник.

### Чангтанский заповедник
Чангтанский заповедник дикой природы (или Чангтанский заповедник дикой природы холодной пустыни) — высокогорный заповедник в ладакхском Чангтане, ныне Лех (округ), Джамму и Кашмир. Особое внимание уделяется популяции киангов или тибетских диких ослов, а также редких черношейных журавлей. По названию плато Чангтан получила родовое латинское наименование обитающая на Тибете птица тибетская саджа (лат. Tchangtangia tibetana).
Природные достопримечательности
На территории заповедника находятся высокогорные озёра Цоморари и Пангонг-Цо. Высоты 4200—5700 метров, топография из огромных ущелий и плато, примерно 11 озёр и 10 болот, протекает река Инд.
Цоморари — высокогорное озеро площадью 120 км² и глубиной до 40 метров. В ноябре 2002 года озеро стало объектом Рамсарской конвенции.
Пангонг-Цо — озеро площадью 134 км² на границе Индии и Китая. Вода солёная. Зимой озеро замерзает.